# Gyrstinge Sø
Gyrstinge Sø är en sjö i Danmark. Den ligger i Region Själland, i den sydöstra delen av landet. Gyrstinge Sø ligger 21 meter över havet. Arean är 2,1 kvadratkilometer. Den ligger på ön Sjælland. Trakten runt Gyrstinge Sø består till största delen av jordbruksmark och blandskog. Den sträcker sig 2,8 kilometer i nord-sydlig riktning, och 2,7 kilometer i öst-västlig riktning.